# Master & Slave
Master & Slave är en musiksingel från 2003 av den svenska bitpopgruppen Puss. Till skillnad från alla låtar från gruppens album We Are Puss så sjunger de två bandmedlemmarna på denna singel.

## Låtlista
1. Master & Slave
2. Master & Slave (Lektrogirl Remix)
3. Master & Slave (FPU Remix)
4. Master & Slave (Instrumental)